# Lion Schuster
Lion Schuster (Vienna, 9 agosto 2000) è un calciatore austriaco, centrocampista dell'Holstein Kiel II.

## Caratteristiche tecniche
È un centrocampista difensivo.

## Carriera

### Club
Cresciuto nel settore giovanile del Rapid Vienna, debutta in prima squadra il 25 settembre 2019 in occasione dell'incontro di ÖFB-Cup perso 2-1 contro il Salisburgo.

### Nazionale
Ha giocato nelle nazionali giovanili austriache Under-16, Under-17, Under-18 ed Under-19.

## Statistiche

### Presenze e reti nei club
Statistiche aggiornate al 18 agosto 2021.
| Stagione        | Squadra         | Campionato      | Campionato | Campionato | Coppe nazionali | Coppe nazionali | Coppe nazionali | Coppe continentali | Coppe continentali | Coppe continentali | Altre coppe | Altre coppe | Altre coppe | Totale | Totale |
| Stagione        | Squadra         | Comp            | Pres       | Reti       | Comp            | Pres            | Reti            | Comp               | Pres               | Reti               | Comp        | Pres        | Reti        | Pres   | Reti   |
| --------------- | --------------- | --------------- | ---------- | ---------- | --------------- | --------------- | --------------- | ------------------ | ------------------ | ------------------ | ----------- | ----------- | ----------- | ------ | ------ |
| 2017-2018       | Rapid Vienna II | RL              | 1          | 0          |                 | -               | -               |                    | -                  | -                  |             | -           | -           | 1      | 0      |
| 2018-2019       | Rapid Vienna II | RL              | 25         | 2          |                 | -               | -               |                    | -                  | -                  |             | -           | -           | 25     | 2      |
| 2019-2020       | Rapid Vienna II | RL              | 17         | 0          |                 | -               | -               |                    | -                  | -                  |             | -           | -           | 17     | 0      |
| 2020-2021       | Rapid Vienna II | 2L              | 11         | 3          |                 | -               | -               |                    | -                  | -                  |             | -           | -           | 11     | 3      |
| 2019-2020       | Rapid Vienna    | BL              | 1          | 0          | CA              | 1               | 0               |                    | -                  | -                  |             | -           | -           | 2      | 0      |
| 2020-2021       | Rapid Vienna    | BL              | 10         | 1          | CA              | 1               | 0               | UCL+UEL            | 0+2                | 0                  |             | -           | -           | 13     | 1      |
| 2021-2022       | Rapid Vienna    | BL              | 4          | 0          | CA              | 0               | 0               | UCL+UEL            | 1+4                | 0                  |             | -           | -           | 9      | 0      |
| Totale carriera | Totale carriera | Totale carriera | 69         | 6          |                 | 2               | 0               |                    | 7                  | 0                  |             | -           | -           | 78     | 6      |